# 山下町 (横浜市)

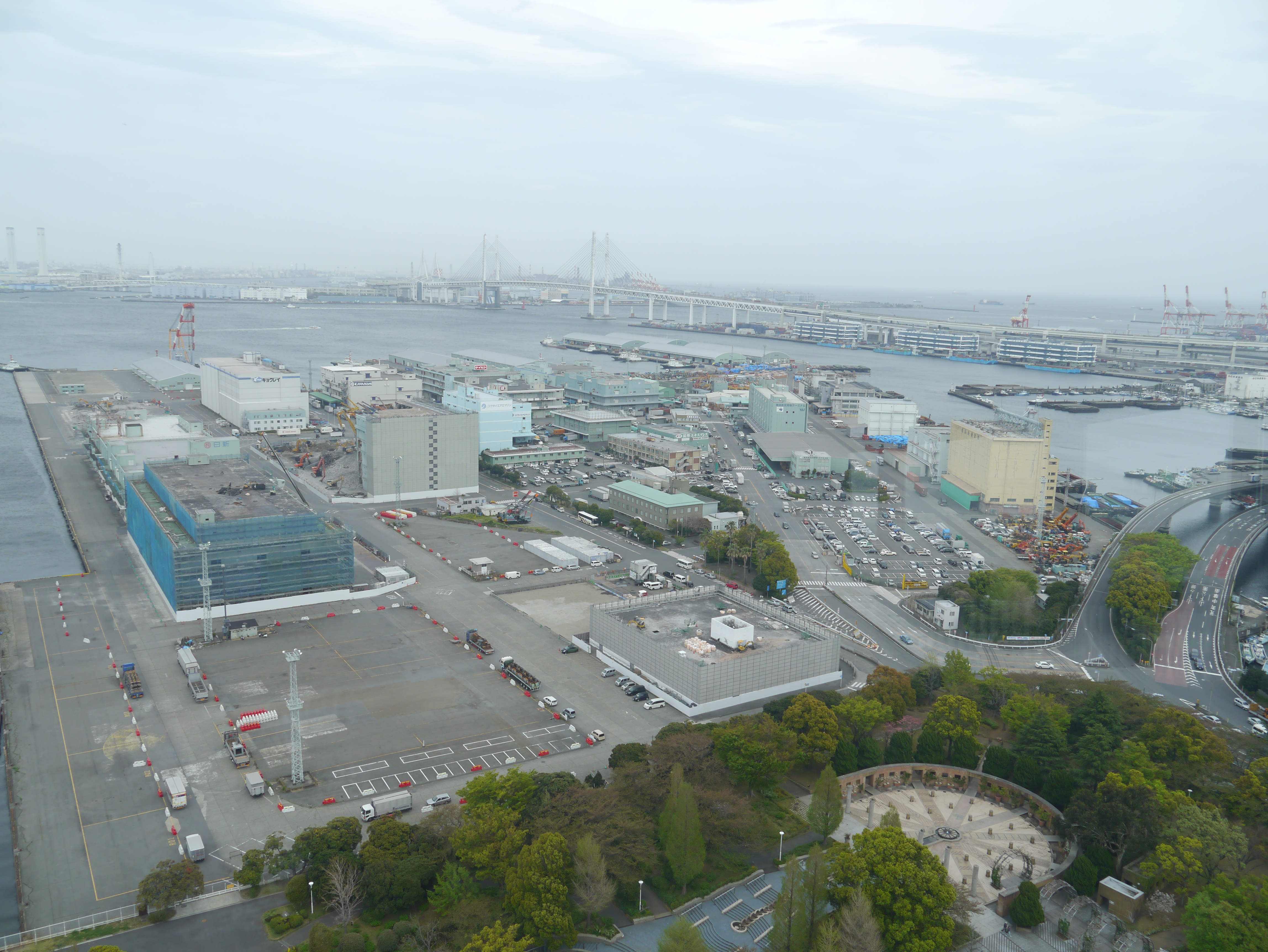
横浜マリンタワーから山下町海側（山下埠頭）を望む。手前は山下公園。中央上はベイブリッジ（2018年4月6日）

山下町（やましたちょう）は、神奈川県横浜市中区の町名。丁目のない単独町名である。住居表示未実施区域。

## 地理
関内の南（南東）半分に当たり、みなとみらい線の元町・中華街駅がある。後述のように外国人居留地（山下居留地）であった歴史を持ち、その当時に振られた地番が21世紀に至るまで住所として使われている。

## 歴史
開港以前の地名は、武蔵国久良岐郡横浜村（横浜新田を含む）と太田屋新田の各一部。南門通と開港通から海岸寄りの箇所が元来の横浜村である砂州の洲干島（しゅうかんじま）の一部、斜方向の区画が特徴的な中華街一帯が横浜新田（1812年検地）、中華街と横浜公園に挟まれた箇所が太田屋新田（1856年検地）の一部に当たる。

### 地名の由来
1859年の横浜港開港に際して設置された外国人居留地を前身とする。「山下」の呼称は、1867年に追加された後発の外国人居留地である「山手」に呼応するものである。

### 沿革
- 1858年7月29日 - 日米修好通商条約により神奈川が開港場として定められるが、幕府は横浜を神奈川と主張し開港させた。そのため当地域は外国人居留地となった。
- 1859年7月1日 - 横浜港が開港する。久良岐郡横浜村の日本人居留地が「横浜町」と改称する。
- 1873年5月1日 - 神奈川県は県下を20区に分け、区下に幾つかの番組を設置。横浜町は第1区1番組となるが、外国人居留地である当地区は山手居留地とともに第1区には含まれなかった。
- 1874年6月14日 - 大区小区制により横浜町は第1大区1小区となる。しかし、外国人居留地である当地区は山手居留地とともに第1大区には含まれなかった。
- 1878年11月21日 - 郡区町村編制法により第1大区が横浜区となる。しかし、やはり外国人居留地である当地区は山手居留地とともに横浜区には含まれなかった。
- 1879年
  - 1月11日 - 山下居留地に以下の30か町が新設される。
阿波町・上田町・蝦夷町・越後町・大坂町・小田原町・尾張町・海岸通り・加賀町・角町・九州町・京町・神戸町・薩摩町・駿河町・長崎町・日本大通り・函館町・花園町・琵琶町・富士山町・二子町・豊後町・堀川町・本町通り・本村通り・前橋町・水町通り・武蔵町・武蔵横町
  - 外国人居留地の管理が神奈川県から横浜区へ移管される。
- 1883年 - 領事の許可があれば日本人の居留も事実上黙認されることとなり、以降海辺の日本人も多く住んだ地域を「下町」、その反対側を「上町」と通称した。
- 1889年4月1日 - 横浜市制が施行され、山下・山手の両外国人居留地も市域に編入される。
- 1899年
  - 7月17日 - 条約改正により外国人居留地が廃止され、返還される。
  - 7月24日 - 旧山下居留地30か町の区域に山下町が新設される。
- 1927年10月1日 - 区制施行により、「中区」が発足する。
- 1930年3月15日 - 関東大震災の復興事業として、震災で出た大量の瓦礫で山下町の沿岸部を埋め立てた山下公園が開園する。
- 1956年9月1日 - 横浜市が政令指定都市に移行。
- 1961年 - 横浜開港100周年を記念して「マリンタワー」が完成。「氷川丸」が山下公園に係留される。
- 1963年 - 山下埠頭の埋立造成が完工。
- 1972年4月1日 - テレビ神奈川開局。(2004年5月10日太田町へ移転）
- 2004年2月1日 - みなとみらい線が開通する（横浜・元町･中華街間）。
- 2006年12月25日 - 経営悪化により、氷川丸とマリンタワーの営業終了。マリンタワーは横浜市、氷川丸は日本郵船に管理が委託される。
- 2008年4月25日 - 日本郵船により一般公開開始。
- 2009年5月23日 - 開港150周年にあたりマリンタワー再オープン、供用開始（横浜市「マリンタワー再生事業」を受けて。再生事業者はリスト株式会社）。
- 2010年7月 - 神奈川芸術劇場および、NHK横浜新放送会館の複合施設が完成。
- 2022年11月1日 - 神奈川県は山下町を暴力団排除特別強化地域に指定[7]。

## 世帯数と人口
2025年（令和7年）6月30日現在（横浜市発表）の世帯数と人口は以下の通りである。
| 町丁   | 世帯数    | 人口     |
| ------ | --------- | -------- |
| 山下町 | 6,542世帯 | 10,940人 |

### 人口の変遷
国勢調査による人口の推移。
| 年                 | 人口   |
| ------------------ | ------ |
| 1995年（平成7年）  | 4,927  |
| 2000年（平成12年） | 5,762  |
| 2005年（平成17年） | 8,851  |
| 2010年（平成22年） | 9,659  |
| 2015年（平成27年） | 10,769 |
| 2020年（令和2年）  | 10,878 |

### 世帯数の変遷
国勢調査による世帯数の推移。
| 年                 | 世帯数 |
| ------------------ | ------ |
| 1995年（平成7年）  | 2,381  |
| 2000年（平成12年） | 3,086  |
| 2005年（平成17年） | 4,848  |
| 2010年（平成22年） | 5,335  |
| 2015年（平成27年） | 6,049  |
| 2020年（令和2年）  | 6,406  |

## 学区
市立小・中学校に通う場合、学区は以下の通りとなる（2024年11月時点）。
| 番地 | 小学校             | 中学校           |
| ---- | ------------------ | ---------------- |
| 全域 | 横浜市立元街小学校 | 横浜市立港中学校 |

## 事業所
2021年現在の経済センサス調査による事業所数と従業員数は以下の通りである。
| 町丁   | 事業所数    | 従業員数 |
| ------ | ----------- | -------- |
| 山下町 | 1,625事業所 | 28,360人 |

### 事業者数の変遷
経済センサスによる事業所数の推移。
| 年                 | 事業者数 |
| ------------------ | -------- |
| 2016年（平成28年） | 1,462    |
| 2021年（令和3年）  | 1,625    |

### 従業員数の変遷
経済センサスによる従業員数の推移。
| 年                 | 従業員数 |
| ------------------ | -------- |
| 2016年（平成28年） | 26,184   |
| 2021年（令和3年）  | 28,360   |

## 再開発計画
山下町では、「山下公園通り地区地区計画」および「山下町本町通り地区地区計画」の都市計画が決定され、再開発計画が進められている。
山下公園通り地区は神奈川県民ホールや横浜マリンタワーなどがある山下公園通り沿い（山下公園の向かい）の区域で、歴史的建造物等を保全しつつ魅力的な都市景観の創造を目指している。
また、山下町本町通り地区はかながわドームシアターなどの跡地となっている本町通り沿いの地区で、2010年に先行のB-1地区にて神奈川芸術劇場とNHK横浜新放送会館からなる複合施設が完成している。しかし、A地区およびB-2地区については、開発事業者の一社であるゼファーの経営破綻（2008年）によりホテルや映画館、SOHOなどからなる複合開発（当初：2009年開業予定）が中断され、しばらく新たな開発計画が出ないまま駐車場となっていた。
その後、A地区ではケン・コーポレーションによる新規のホテル計画が進められ、2017年2月の着工後、2020年5月に地上22階建てのホテル「ハイアット リージェンシー 横浜」（客室は全315室）が開業した。一方、B-2地区は大和地所およびスペースバリューホテルディベロップメント（スペースバリューホールディングスが2018年10月に設立）による国際的なラグジュアリーライフスタイルホテル（名称未定、当初：2020年3月着工予定/2022年春竣工予定、地上19階建て/客室232室、低層部にレストラン・カフェなど併設）の開発計画が進められていたが、スペースバリューホールディングスは2020年1月31日にホテル開発用地を日本国内の企業に売却し事業から完全に撤退、当地は2022年8月時点で駐車場のまま開発未利用地（B-3地区も同様）となっている。

## 主な施設

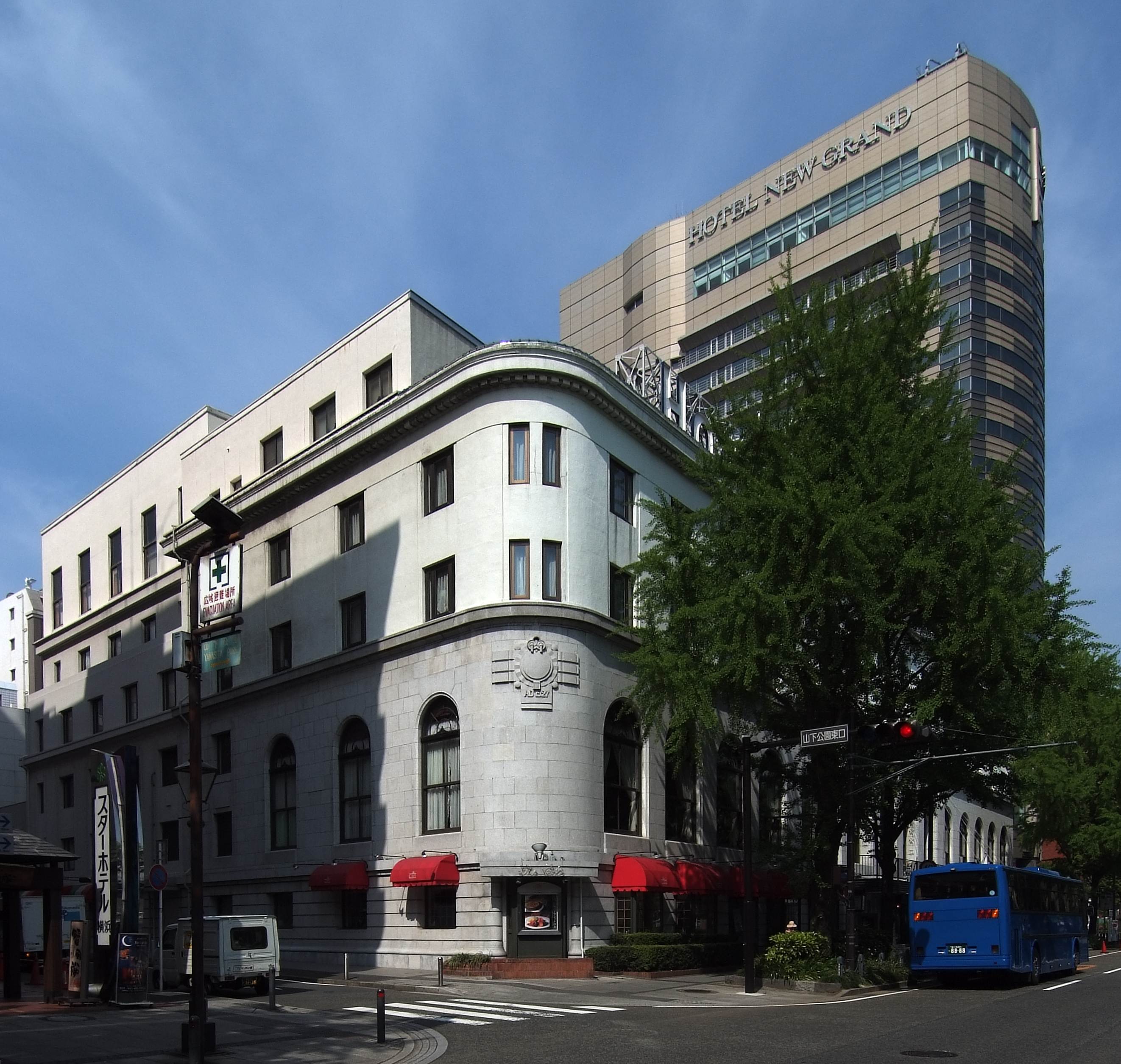
ホテルニューグランド

- 横浜高速鉄道みなとみらい線 元町・中華街駅
- 山下公園
  - 氷川丸
- 山下埠頭
- 横浜マリンタワー
- 横浜中華街
  - 関帝廟
- ホテルニューグランド
- ホテルモントレ横浜（閉館、建替計画はあったが2024年5月現在は更地）
- ローズホテル横浜
- ダイワロイネットホテル横浜公園（ストロングビル跡地）
- ホテルコンチネンタル横浜
  - ヨコハマグランドインターコンチネンタルホテルとは別
- 横浜人形の家
- バーニーズ・ニューヨーク
- 神奈川県立県民ホール・神奈川芸術劇場
  - NHK横浜放送会館
- シルクセンター、シルク博物館
- 地方合同庁舎
- 地域医療機能推進機構横浜中央病院
- 横浜市研修センター[28]
- 横浜市中消防署山下町出張所[29]

## 交通

### 鉄道
- 横浜高速鉄道みなとみらい線 - 元町・中華街駅

### 道路
- 山下公園通り
- 本町通り
- 大桟橋通り
- 水町通り
- シルク通り
- 中華街通り
- 南門通り

## その他

### 日本郵便
- 郵便番号：231-0023[3]（集配局：横浜港郵便局[30]）

### 警察
町内の警察の管轄区域は以下の通りである。
| 番・番地・区域等                                                                                | 警察署         | 交番・駐在所 |
| ----------------------------------------------------------------------------------------------- | -------------- | ------------ |
| 山下ふ頭、新山下橋 日本郵船氷川丸 港内観光船発着所                                              | 横浜水上警察署 | 山下ふ頭交番 |
| 1～8番地、21～29番地 40～59番地、70～81番地 89～96番地、137～168番地 174～168番地、185～277番地 | 加賀町警察署   | 山下町交番   |
| 9～20番地、30～39番地 60～69番地、82～88番地 97～109番地、112～136番地                          | 加賀町警察署   | 元町交番     |